# Gonioctena nivosa
Gonioctena nivosa är en skalbaggsart som beskrevs av Christian Wilhelm Ludwig Eduard Suffrian 1851. Gonioctena nivosa ingår i släktet Gonioctena och familjen bladbaggar.

## Underarter
Arten delas in i följande underarter:
- G. n. alberta
- G. n. arctica